# Camille Guyaux
Camille Charles Joseph Guyaux (Namen, 8 december 1873 - Vorst, 12 maart 1959) was een Belgisch senator.

## Levensloop
Guyaux was hoofdtreinwachter.
In december 1921 werd hij socialistisch gecoöpteerd senator en vervulde dit mandaat tot in 1925.